# 조선추리활극 정약용
《조선추리활극 정약용》은 OCN에서 2009년 11월 27일부터 2010년 1월 15일까지 방영된 드라마이다.

## 등장 인물

### 주요 인물
- 박재정 : 정약용 역
- 이영은 : 설란 역 - 금정골 관아 소속 다모
- 홍석천 : 철두 역 - 금정골 관아 군교, 설란의 상사
- 조상기 : 각수 역 - 금정골의 잡범
- 장동민 : 장이 역
- 정양 : 홍춘 역
- 권태호 : 무영 역 - 정조가 보낸 정약용의 호위무사

### 주변 인물
- 정찬우 : 박이한 역
- 송영규 : 정조 역
- 김희라 : 주모 역
- 설민우
- 송봉근

### 그 외
- 오시은
- 이정우
- 정시우
- 황동현
- 조수정
- 한세아
- 홍사랑
- 김대성
- 박통일
- 김종호
- 권혁규
- 유인석
- 박귀순
- 호희중
- 길종완
- 이관영
- 이경용
- 이미숙
- 조아름
- 김현정 : 김씨 부인댁 노비 역
- 곽수연
- 김선길
- 손상훈
- 조성희
- 지성근
- 공정한 : 남사당패의 꼭두쇠 역
- 이창준
- 노민우
- 봉다룬
- 이재경
- 정원일
- 김성훈
- 이현직
- 김미량
- 황서영
- 김영언
- 이채은
- 민석
- 백재호
- 지현
- 최윤준
- 강기성
- 서정주
- 최민서
- 김남화
- 최효현
- 지일주
- 윤영목
- 이현학
- 최윤준
- 강철성
- 박귀순
- 김건호
- 채병찬 : 서훈 역

### 특별출연
- 조미령 : 대감댁 마님 역 (1화)
- 오수민 : 김씨 부인 역 (1화)
- 유상무 (2화)
- 김미려 (2화)
- 윤지민 : 박 수사관 역 (7화)

## 제작진
- 기획총괄 : 최진희
- 제작 : 안인배, 손성민
- 기획 : 박선진
- 편성총괄 : 김현성
- 제작기획 : 박호식, 이승훈
- 제작총괄 : 변장욱
- 편집 : 박인철
- 음악 : 최완희
- 미술 : 왕호민
- 동시녹음 : 김우철
- 촬영 : 한동화
- 조명 : 제갈석철
- 극본 : 양희승
- 감독 : 김홍선
- 기획 : OCN
- 제작 : KOEN

## 방영 목록
| 회차 | 방송일자         | 제목                             |
| ---- | ---------------- | -------------------------------- |
| 1화  | 2009년 11월 27일 | 붉은 매화의 밤                   |
| 2화  | 2009년 12월 4일  | 꼭두각시의 눈물                  |
| 3화  | 2009년 12월 11일 | 방울소리                         |
| 4화  | 2009년 12월 18일 | 쩐의 전쟁                        |
| 5화  | 2009년 12월 25일 | 비밀의 방                        |
| 6화  | 2010년 1월 1일   | 학원별곡, 꺽여진 날개            |
| 7화  | 2010년 1월 8일   | 늪                               |
| 8화  | 2010년 1월 15일  | 무원의 뜻, 억울한 자가 없게 하라 |

## 사운드 트랙
| #            | 제목                     | 가수         | 재생 시간 |
| ------------ | ------------------------ | ------------ | --------- |
| 1.           | 〈A Penetrating Glance〉 | Praha        | 4:13      |
| 2.           | 〈진실〉                 | 간종욱       | 3:14      |
| 3.           | 〈노을〉                 | 간종욱       | 3:57      |
| 4.           | 〈Action Theme〉         | Praha        | 3:50      |
| 5.           | 〈웃었어〉               | 간종욱       | 4:08      |
| 6.           | 〈아니래〉               | 간종욱       | 4:00      |
| 7.           | 〈Sharp Eyes〉           | 이단비       | 3:44      |
| 8.           | 〈The Way Of Wisdom〉    | 이단비       | 3:12      |
| 총 재생 시간 | 총 재생 시간             | 총 재생 시간 | 30:18     |

## 수상
- 2010년 제4회 케이블TV 방송대상 올해의 스타상 - 박재정